# Родригес, Мартин (теннисист)
Мартин Родригес (исп. Martín Rodríguez; родился 18 декабря 1969 года в Кордове, Аргентина) — аргентинский профессиональный теннисист; полуфиналист двух турниров Большого шлема в парном разряде (Открытый чемпионат Австралии-2003, -2004); победитель шести турниров ATP в парном разряде.

## Общая информация
В семье Мартина трое детей, и он является младшим. Его сестру зовут Андреа, а брата Фернандо. Начал заниматься теннисом в восемь лет.
Женат на дочери известно бывшего чилийского теннисиста Хайме Фильоля — Натали (с 20 декабря 2002 года).

## Спортивная карьера
Профессиональную карьеру Родригес начал в 1991 году. В 1994 году он дебютировал в основной сетке одиночных соревнований АТП-тура, пройдя через квалификацию на турнир в Сантьяго. Первое участие Родригеса в основном розыгрыше на турнирах серии Большого шлема произошло в мае 1998 года, когда он через квалификацию пробился на Открытый чемпионат Франции. В сентябре того же года он впервые поднялся в Топ-100 одиночного рейтинга. В апреле 1999 года аргентинец смог выйти в четвертьфинал турнира в Атланте и обыграть по пути № 4 в мире на тот момент Патрика Рафтера в первом раунде. На Открытом чемпионате Франции в том сезоне он единственный раз в карьере вышел во второй раунд в одиночном разряде на Больших шлемах, обыграв молодого австралийца Ллейтона Хьюитта в пяти сетах. В июне Родригес поднялся на самую высокую в карьере — 71-ю позицию в мировом одиночном рейтинге.
В мае 2000 года Родригес смог выйти в полуфинал грунтового турнира в Орландо. В июле того же года он сыграл единственный в карьере матч за сборную Аргентины в Кубке Дэвиса, проиграв с Мартином Гарсией парную встречу в противостоянии со сборной Канады. В феврале 2002 года Родригес выиграл дебютный титул АТП, взяв его в парном разряде на турнире в Винья-дель-Маре в партнёрстве с Гастоном Этлисом. Через неделю они выиграли ещё один парный приз на турнире в Буэнос-Айресе. В январе 2003 года Родригес и Этлис смогли хорошо выступить на Открытом чемпионате Австралии, сумев дойти до полуфинала парных соревнований. На Открытом чемпионате Франции их дуэт смог выйти в том сезоне в четвертьфинал. В августе Родригес смог выиграть парный титул на турнире в Лонг-Айленде в альянсе с Робби Кёнигом, а в сентябре вошёл в Топ-20 парного рейтинга. Родригес и Этлис в концовке сезона 2003 года выступили на Итоговом парном турнире и смогли там дойти до полуфинала.
На Открытом чемпионате Австралии 2004 года Родригес и Этлис второй год подряд смогли выйти в полуфинал парных соревнований. Также до полуфинала в Австралии Мартин дошёл и миксте, сыграв в паре с Ритой Гранде. В апреле Родригес и Этлис выиграли турнир в Валенсии, а также дошли до финала турнира серии Мастерс в Монте-Карло. На Открытом чемпионате Франции аргентинская пара смогла второй год подряд выйти в четвертьфинал. В августе Родригес и Этлис выступили на Олимпийских играх в Афинах, но проиграли во втором раунде чемпионам той Олимпиады Фернандо Гонсалесу и Николасу Массу. Осенью аргентинский дуэт трижды доходил до финала на турнирах АТП и, благодаря этому, Родригес в парном рейтинге смог достичь 15-й строчки — наивысшей в его карьере. Родригес и Этлис отобрались второй год подряд на Итоговый турнир, но проиграли в нём все три матча на групповой стадии.
В апреле 2005 года Родригес в партнёрстве с чилийцем Фернандо Гонсалесом выиграл парный титул на турнире в Валенсии. Следующую победу он одержал уже в паре с Этлисом в августе на турнире в Нью-Хэйвене. Сезон 2005 года стал последним полноценным в карьере Родригеса. После него он сыграл лишь раз в 2008 году на турнире серии «челленджер».

## Рейтинг на конец года
| Год  | Одиночный рейтинг | Парный рейтинг |
| 2008 |                   | 1 121          |
| 2005 |                   | 31             |
| 2004 |                   | 15             |
| 2003 | 907               | 19             |
| 2002 | 1 331             | 57             |
| 2001 | 234               | 76             |
| 2000 | 138               | 82             |
| 1999 | 110               | 129            |
| 1998 | 96                | 127            |
| 1997 | 156               | 205            |
| 1996 | 203               | 220            |
| 1995 | 269               | 449            |
| 1994 | 249               | 626            |
| 1993 | 340               | 275            |
| 1992 | 613               | 400            |
| 1991 | 425               | 381            |
| 1990 | 862               | 729            |

## Выступления на турнирах

### Финалы турнировATPв парном разряде (14)

#### Победы (6)
| Легенда                    |
| -------------------------- |
| Турниры Большого шлема (0) |
| Кубок Masters (0)          |
| ATP Masters (0)            |
| ATP International Gold (0) |
| ATP International (0+6*)   |

| Титулы по покрытиям | Титулы по месту проведения матчей турнира |
| ------------------- | ----------------------------------------- |
| Хард (0+2*)         | Зал (0)                                   |
| Грунт (0+4)         | Зал (0)                                   |
| Трава (0)           | Открытый воздух (0+6)                     |
| Ковёр (0)           | Открытый воздух (0+6)                     |

* количество побед в одиночном разряде + количество побед в парном разряде.
| №  | Дата            | Турнир                  | Покрытие | Партнёр           | Соперники в финале            | Счёт           |
| 1. | 17 февраля 2002 | Винья-дель-Мар, Чили    | Грунт    | Гастон Этлис      | Лукас Арнольд Кер Луис Лобо   | 6-3 6-4        |
| 2. | 24 февраля 2002 | Буэнос-Айрес, Аргентина | Грунт    | Гастон Этлис      | Симон Аспелин Эндрю Кратцман  | 3-6 6-3 [10-4] |
| 3. | 24 августа 2003 | Лонг-Айленд, США        | Хард     | Робби Кёниг       | Мартин Дамм Цирил Сук         | 6-3 7-6(4)     |
| 4. | 18 апреля 2004  | Валенсия, Испания       | Грунт    | Гастон Этлис      | Марк Лопес Фелисиано Лопес    | 7-5 7-6(5)     |
| 5. | 10 апреля 2005  | Валенсия, Испания (2)   | Грунт    | Фернандо Гонсалес | Лукас Арнольд Кер Мариано Худ | 6-4 6-4        |
| 6. | 28 августа 2005 | Нью-Хэйвен, США         | Хард     | Гастон Этлис      | Раджив Рам Бобби Рейнольдс    | 6-4 6-3        |

#### Поражения (8)
| №  | Дата             | Турнир                   | Покрытие | Партнёр          | Соперники в финале              | Счёт              |
| 1. | 28 февраля 2000  | Мехико, Мексика          | Грунт    | Гастон Этлис     | Байрон Блэк Дональд Джонсон     | 3-6 5-7           |
| 2. | 4 февраля 2001   | Богота, Колумбия         | Грунт    | Андре Са         | Себастьян Прието Мариано Худ    | 2-6 4-6           |
| 3. | 16 февраля 2004  | Винья-дель-Мар, Чили     | Грунт    | Николас Лапентти | Гастон Гаудио Хуан Игнасио Чела | 6-7(2) 6-7(3)     |
| 4. | 25 апреля 2004   | Монте-Карло, Монако      | Грунт    | Гастон Этлис     | Ненад Зимонич Тим Хенмен        | 5-7 2-6           |
| 5. | 19 сентября 2004 | Делрей-Бич, США          | Хард     | Гастон Этлис     | Леандер Паес Радек Штепанек     | 0-6 3-6           |
| 6. | 3 октября 2004   | Палермо, Италия          | Грунт    | Гастон Этлис     | Лукас Арнольд Кер Мариано Худ   | 5-7 2-6           |
| 7. | 17 октября 2004  | Вена, Австрия            | Хард(i)  | Гастон Этлис     | Мартин Дамм Цирил Сук           | 7-6(4) 4-6 6-7(4) |
| 8. | 6 февраля 2005   | Винья-дель-Мар, Чили (2) | Грунт    | Гастон Этлис     | Сантьяго Вентура Давид Феррер   | 3-6 4-6           |